# Oszukane
Oszukane – polski dramat z 2013 roku w reżyserii Marcina Solarza, oparty na prawdziwych wydarzeniach.

## Fabuła
Monika Góra, scenarzystka, która była pomysłodawczynią projektu, pracując nad nowym materiałem, spotykała się z ludźmi, którzy przeszli przez podobne doświadczenia.

Ale im dłużej pracowaliśmy nad scenariuszem, tym coraz dalej odchodziliśmy od autentycznych zdarzeń, patrząc na całość pod kątem filmowej dramaturgii. Po prostu konstruowaliśmy historię na nowo.

Film opowiada historię dwóch nastolatek, które spotkawszy się przypadkowo odkryły, że są siostrami-bliźniaczkami, które na skutek pomyłki w szpitalu zostały rozdzielone w niemowlęctwie.

## Obsada
- Sylwia Boroń jako Aneta
- Karolina Chapko jako Natalia
- Paulina Chapko jako Magda
- Katarzyna Herman jako Anna
- Kamil Kula jako Paweł
- Ewa Skibińska jako Grażyna
- Artur Żmijewski jako Janusz
- Anna Matysiak jako Kinga